# ساختمان شهرداری استکهلم
ساختمان شهرداری استکهلم  یک ساختمان شهرداری واقع در سوئد می‌باشد. ارتفاع آن ۱۰۶ متر (۳۴۸ فوت) است.

## نگارخانه

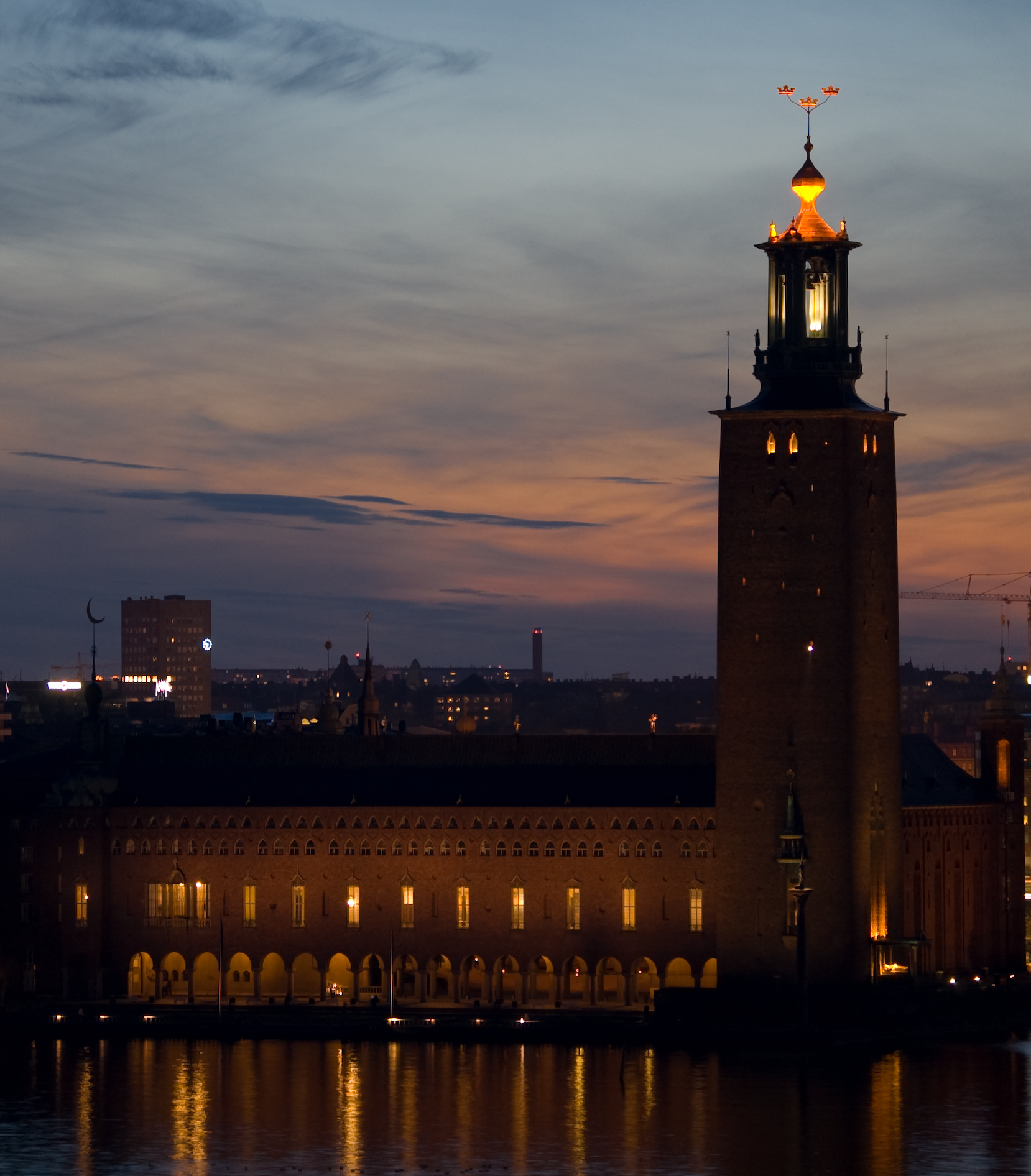
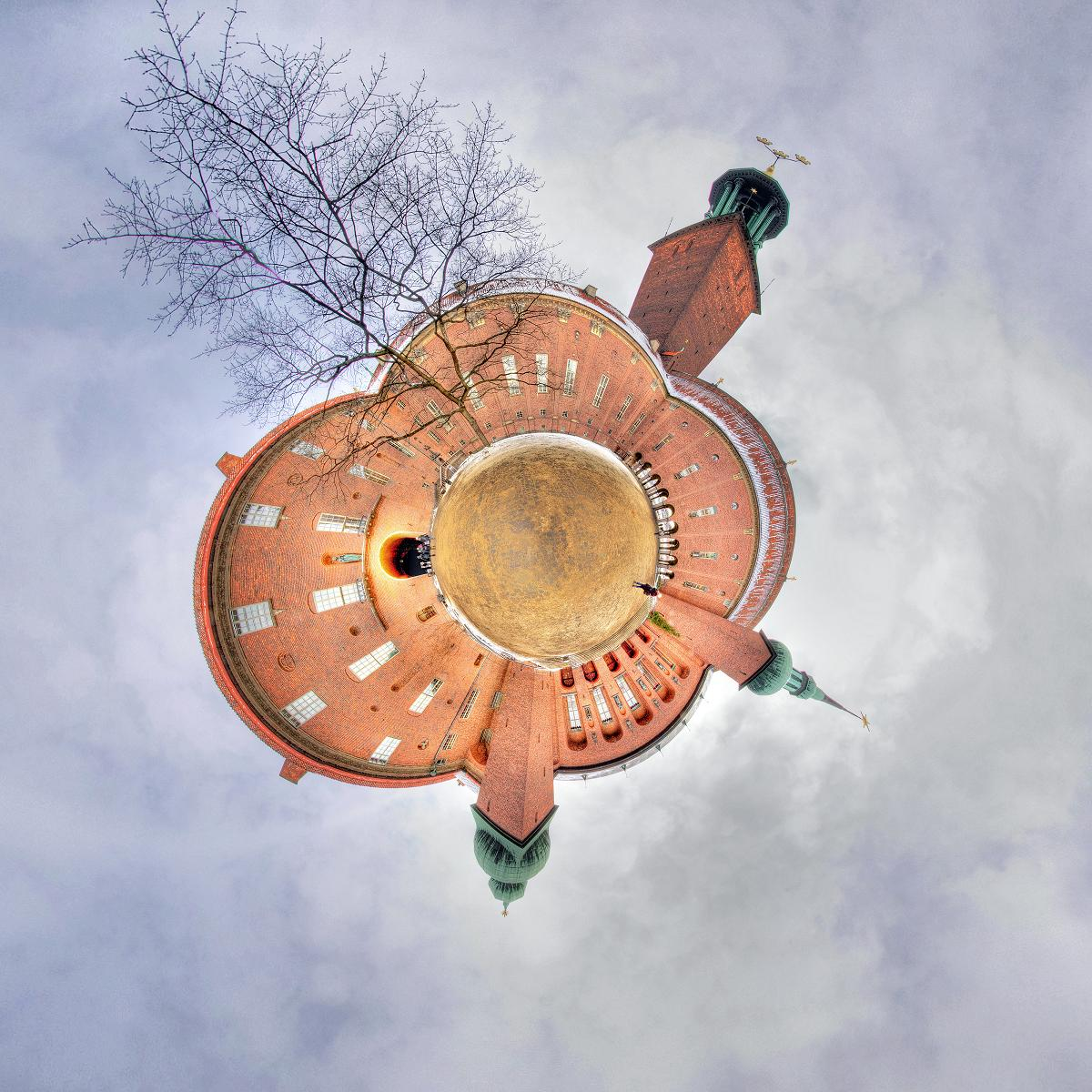
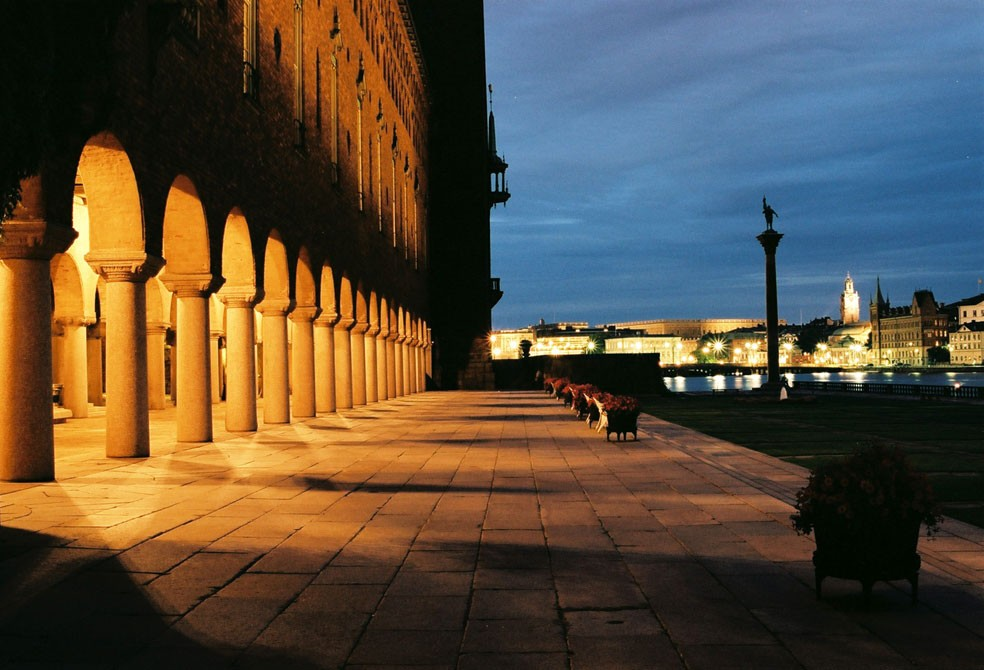
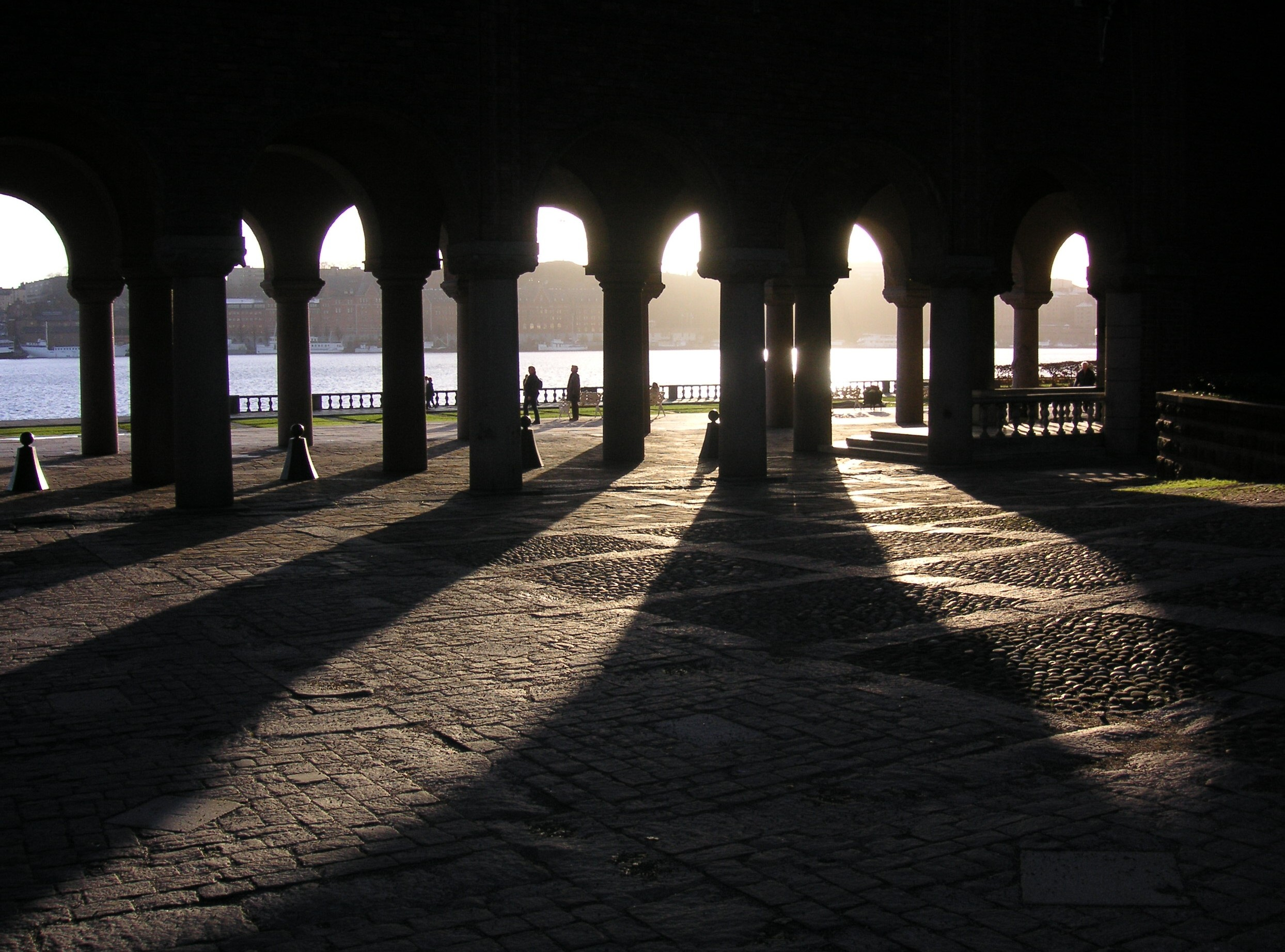
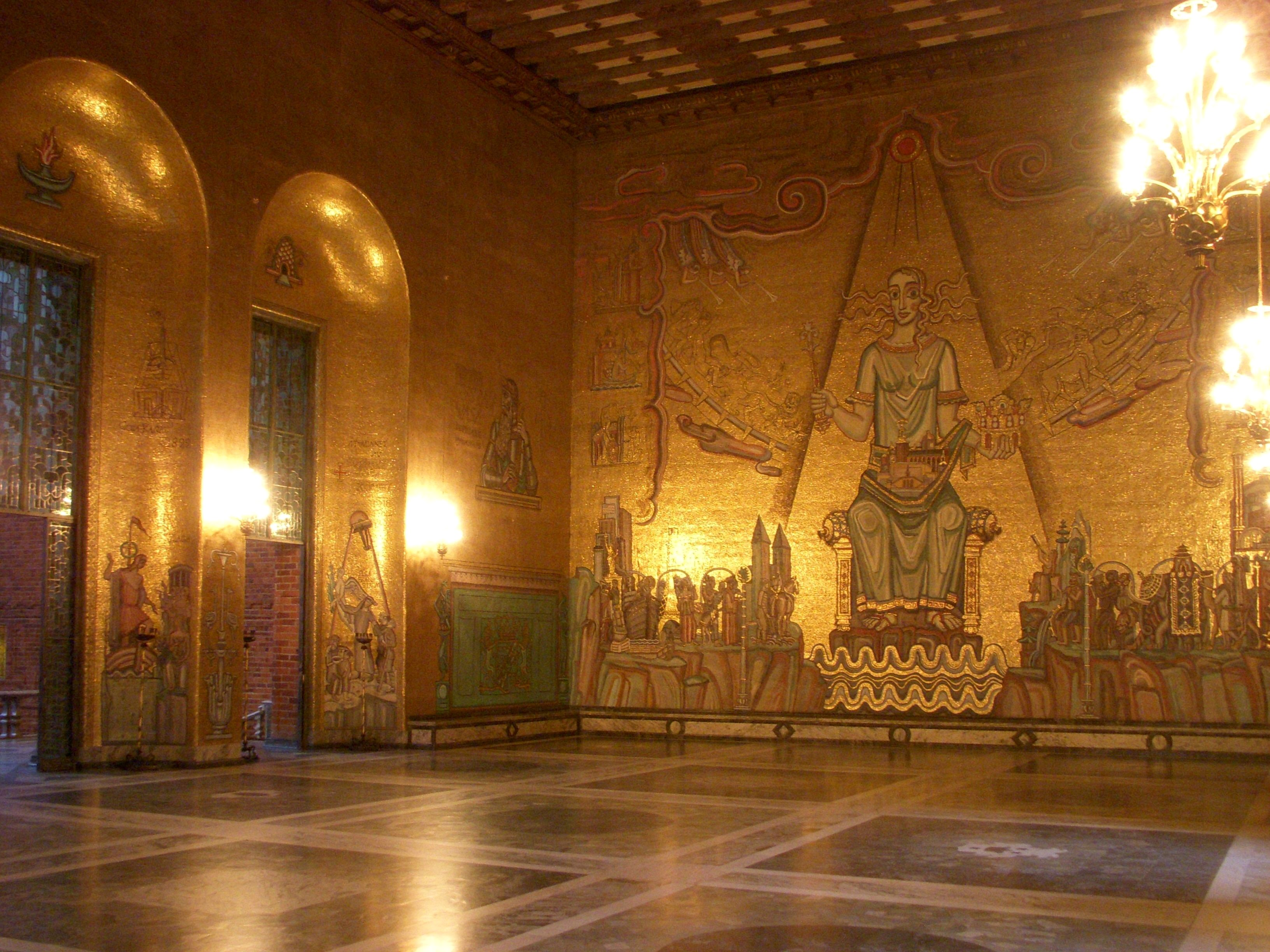
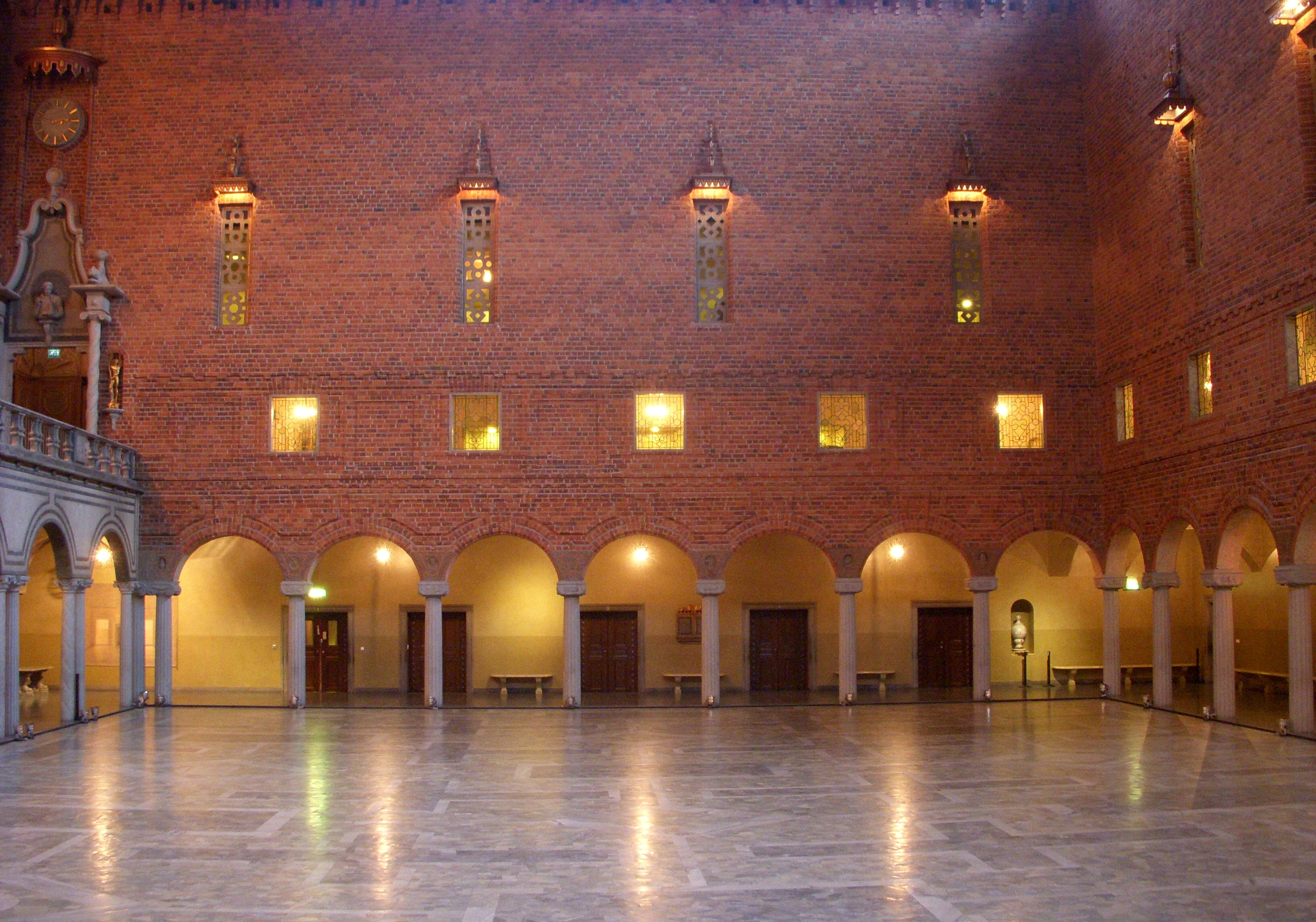
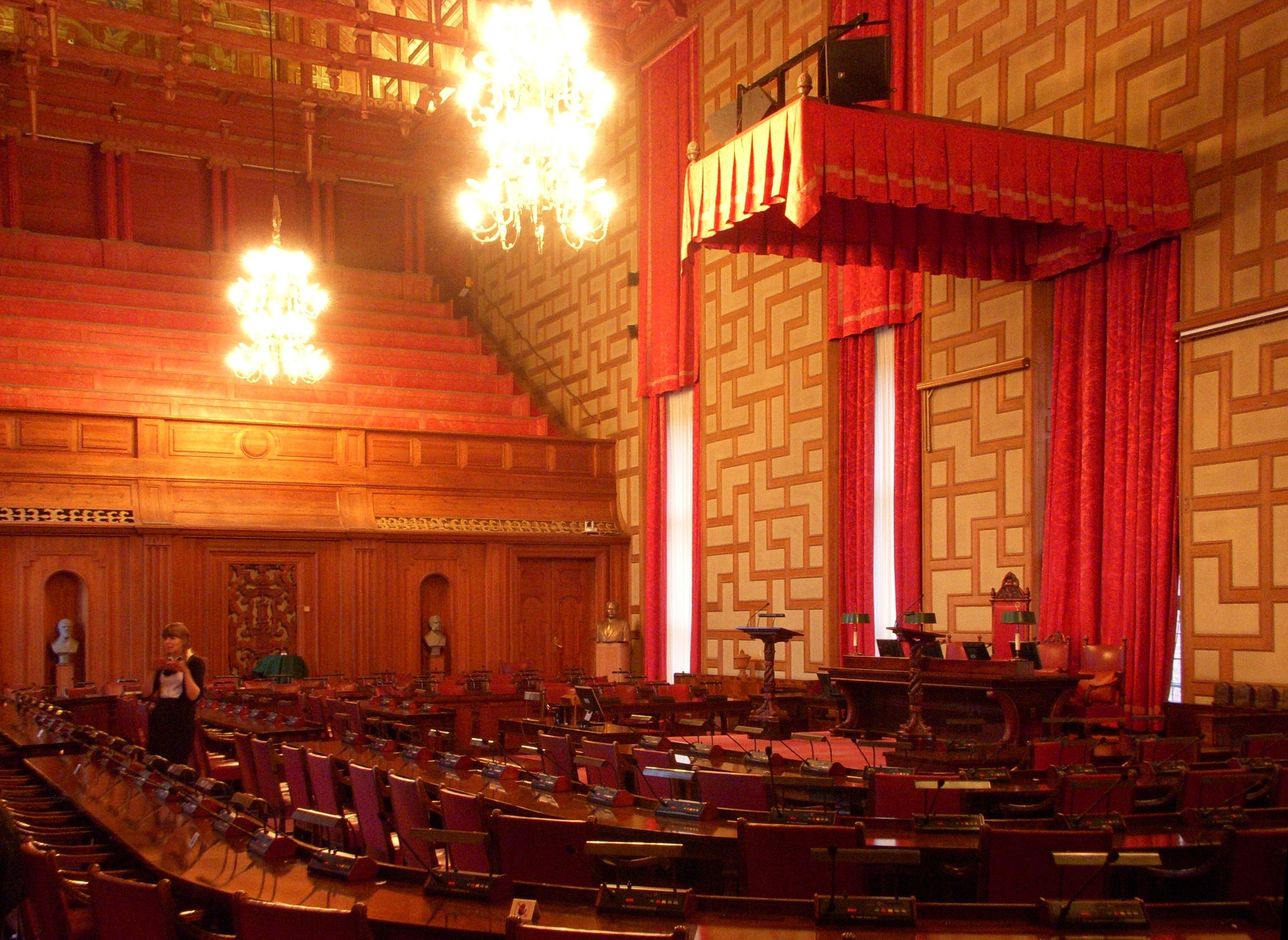
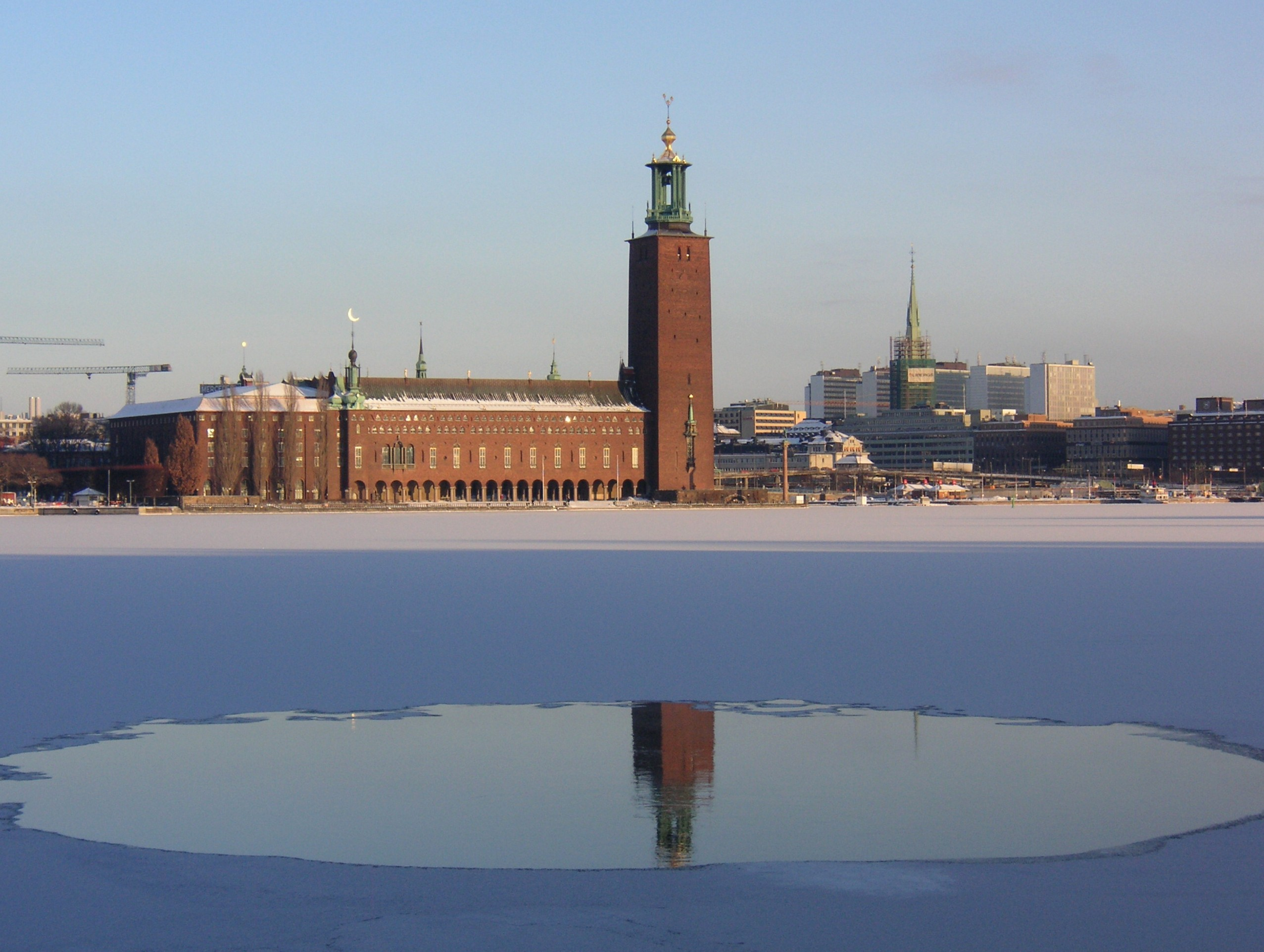
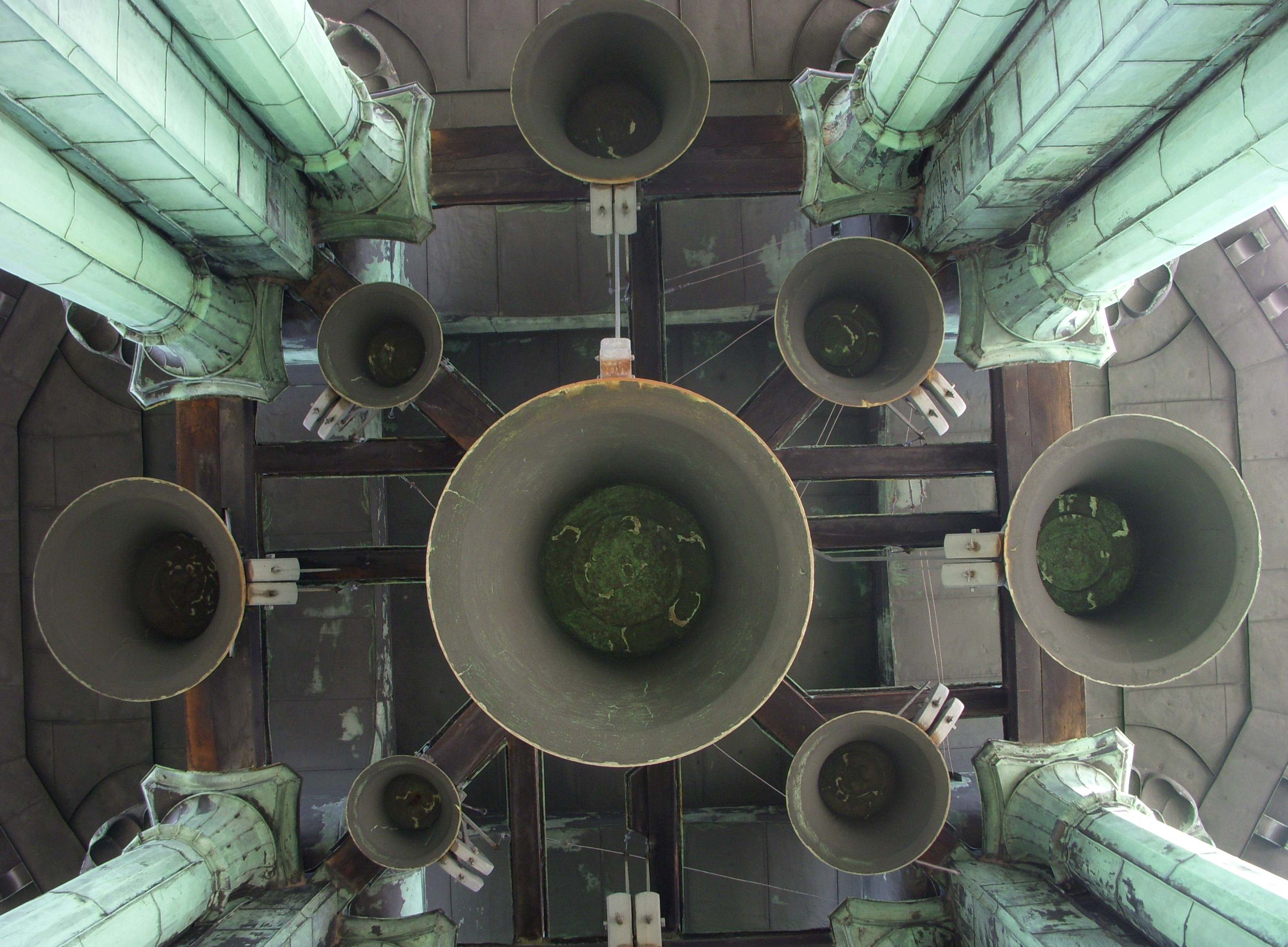
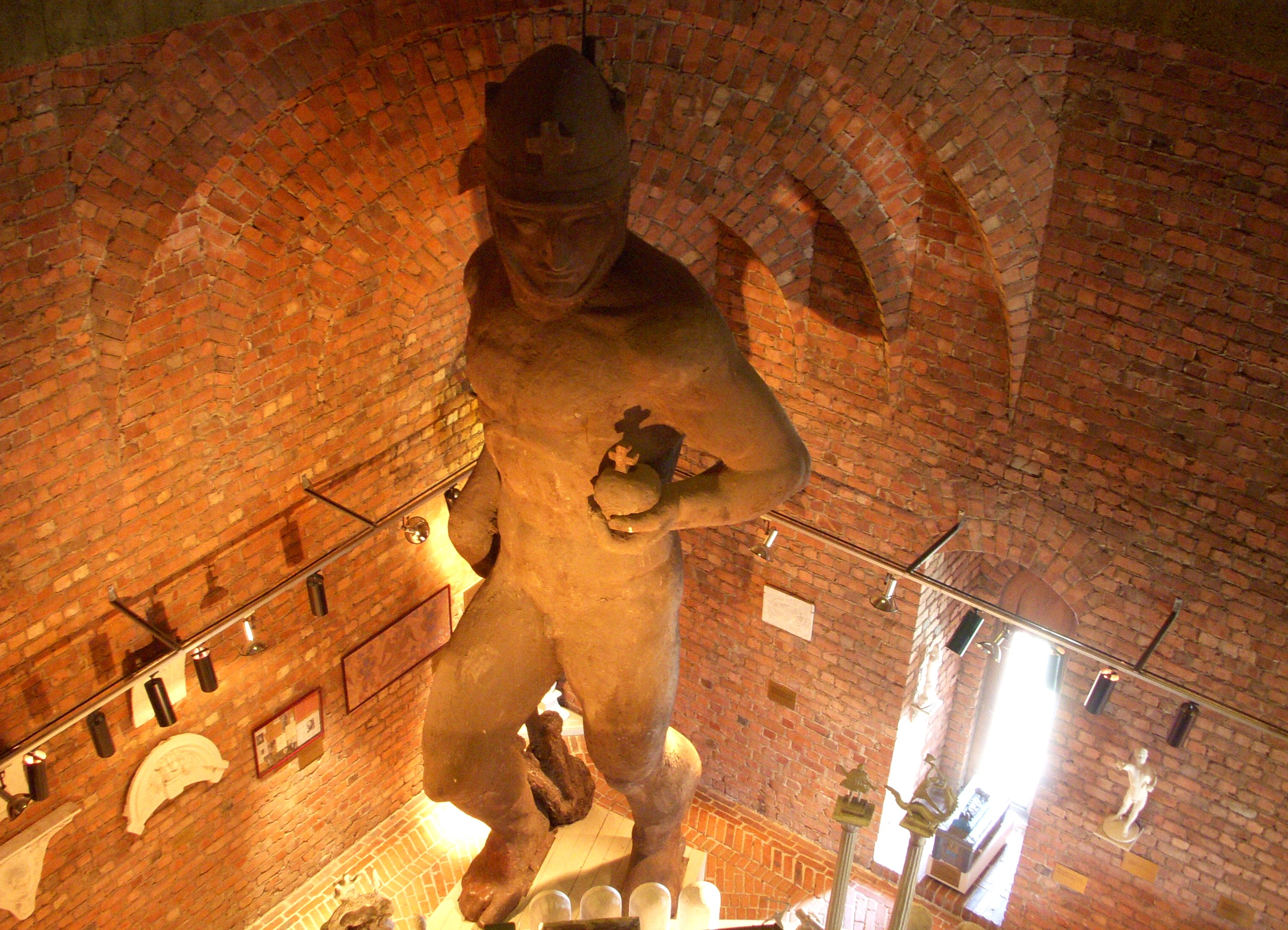
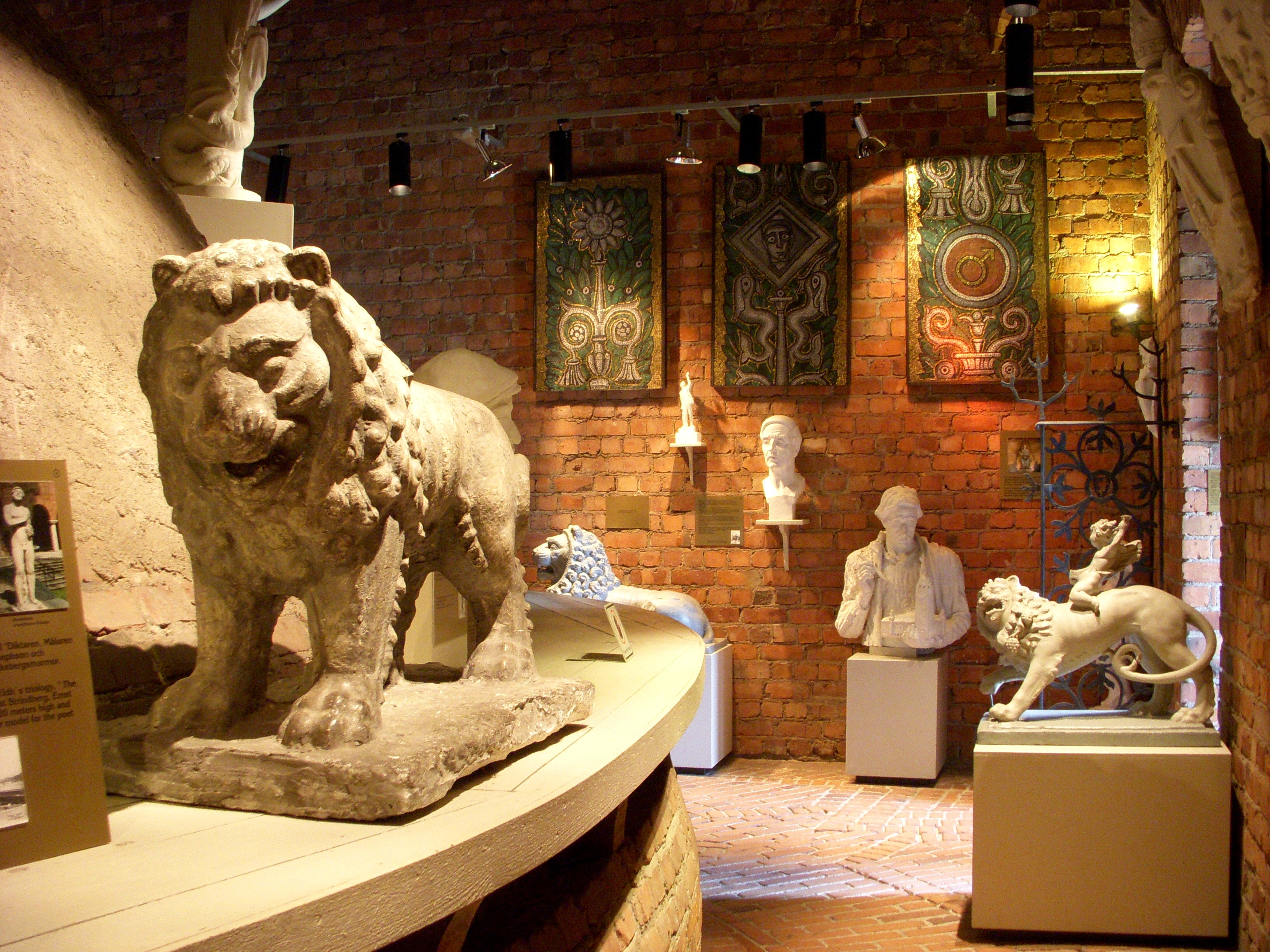
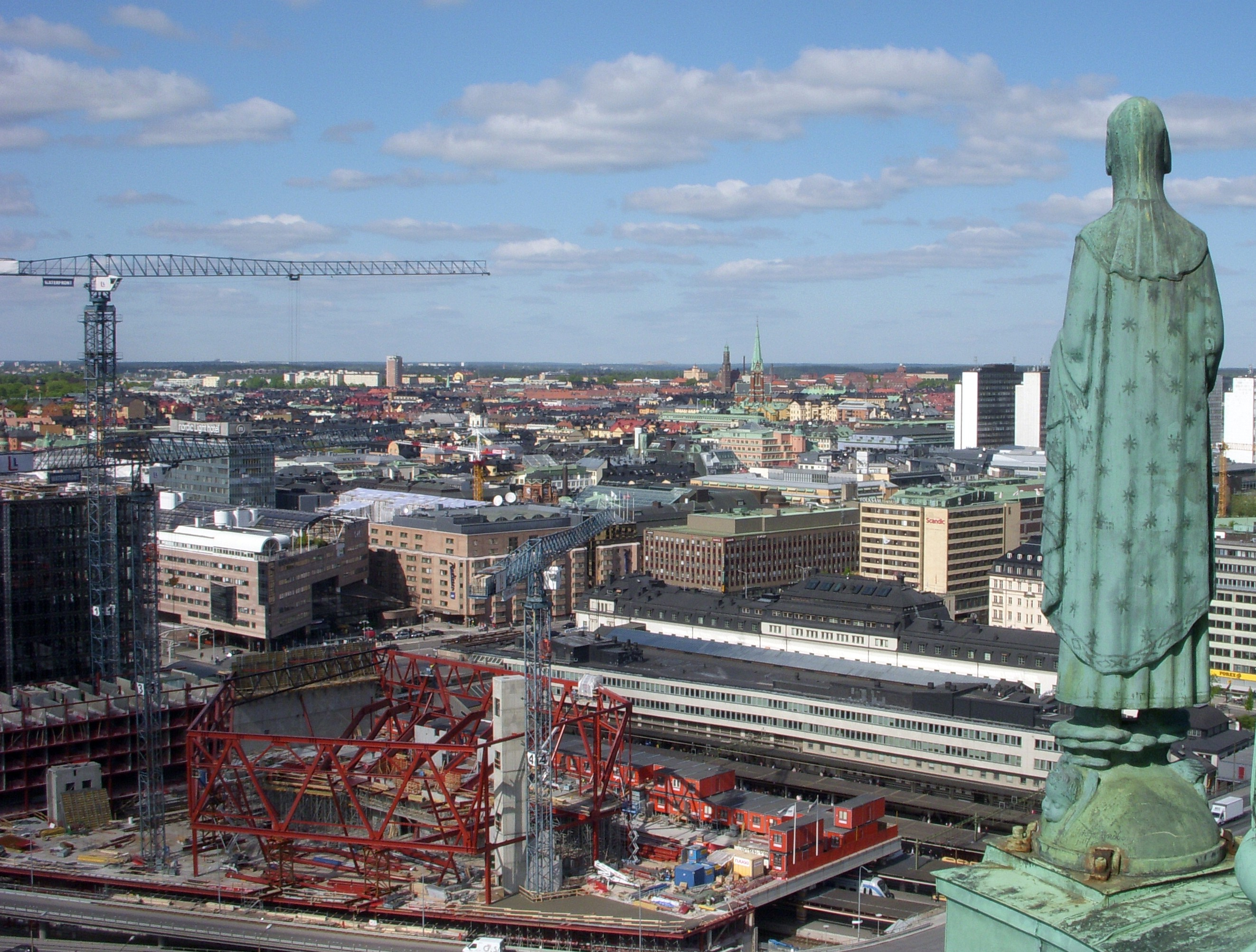
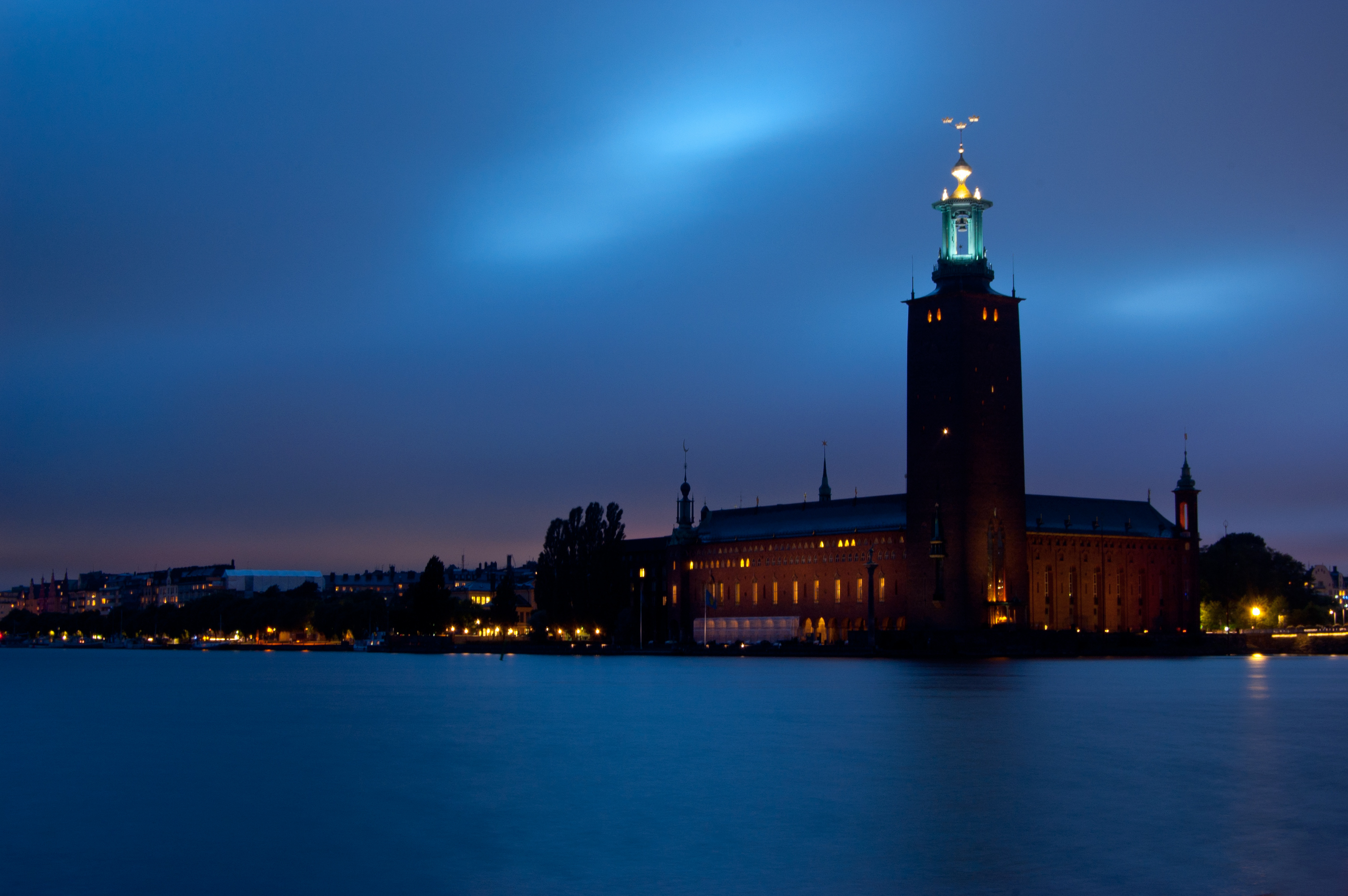